# مرتضی حاجی
مرتضی حاجی (زادهٔ ۷ مرداد ۱۳۲۷ تهران) سیاست‌مدار ایرانی است. وی عضو حزب ملل اسلامی بوده که در قبل از انقلاب اسلامی، مبارزه مسلحانه علیه رژیم پهلوی را انجام می‌داند و در این راه، در حکومت پهلوی زندانی هم شده‌است. وی مدیرعامل پیشین مؤسسه همشهری است. حاجی در دولت محمد علی رجایی و میرحسین موسوی استاندار مازندران بود. وی که ریاست ستاد انتخاباتی محمد خاتمی در سال ۱۳۷۶ را بر عهده داشت در دولت اول عهده‌دار سمت وزارت تعاون و در دولت دوم وزیر آموزش و پرورش شد. وی دارای مدرک تحصیلی کارشناسی ریاضی است. پس از اتمام دورهٔ ریاست جمهوری خاتمی وی به همراه چند تن از وزرای کابینهٔ خود از جمله مرتضی حاجی بنیاد باران را پایه گذاشت. وی در پی اعتراضات مردم در سال ۸۸ توسط وزارت اطلاعات بازداشت شد و پس از مدتی زندان انفرادی و بازجویی آزاد شد و در دادگاه جمهوری اسلامی به حبس تعزیری محکوم گردید وی در مورخه ۹۲/۷/۲۱ به عنوان یکی از اعضای هیئت امنای صندوق ذخیره فرهنگیان به همراه حسین مظفر انتخاب گردید.

## سوابق کاری
- تدریس در دبیرستان‌های استان‌های تهران و مازندران
- همکاری در تأسیس مراکز آموزشی و پرورشی متعدد از جمله انجمن جوانان پیرواسلام، انجمن مذهبی پیروان اسلام
- دانشگاه علوم و فنون مازندران
- مرکز تحقیقات جهانگردی
- تأسیس مرکز آموزش از راه دور ایرانیان

## مسولیت‌های اجرایی
- استاندار استان مازندران
- قائم مقام وزیر صنایع سنگین
- معاون وزیر ارشاد
- ریاست سازمان قندوشکر
- مدیرعامل روزنامه همشهری
- وزیر تعاون
- وزیر آموزش و پرورش
- مدیر عامل کانون جهانگردی و اتومبیلرانی جمهوری اسلامی ایران
- عضو هیئت امنا صندوق ذخیر فرهنگیان
- رئیس حزب پیشرو اصلاحات